# El Pedró (Bassella)
El Pedró és una muntanya de 591 metres que es troba al municipi de Bassella, a la comarca de l'Alt Urgell.